# Kinkinhoué
Kinkinhoué ist ein Dorf und ein Arrondissement im Departement Couffo im westafrikanischen Staat Benin. Es ist eine Verwaltungseinheit, die der Gerichtsbarkeit der Kommune Djakotomey untersteht.

## Demografie und Verwaltung
Gemäß der Volkszählung 2013 des beninischen Statistikamtes INSAE hatte das Arrondissement 8459 Einwohner, davon waren 4076 männlich und 4383 weiblich.
Von den 85 Dörfern und Quartieren der Kommune Djakotomey entfallen sechs auf Kinkinhoué:
1. Dassouhoué
2. Etonhoué
3. Kessahouédji
4. Kinkinhoué
5. Segbèhoué
6. Seglahoué